# Édison Méndez
Édison Vicente Méndez Méndez (Ibarra, 16 de março de 1979) é um ex-futebolista equatoriano.
Méndez foi o primeiro jogador equatoriano a disputar uma partida da UEFA Champions League, atuando pelo PSV Eindhoven, dos Países Baixos.

## Características
Méndez é conhecido pela sua disposição, pelos passes precisos e chutes de longa distância. O equatoriano também é conhecido por ser um especialista em bolas paradas e geralmente é o cobrador de faltas e escanteios pelo seus clubes e pela seleção.
Por ser destro, ele pode jogar pelas pontas ou pelo meio-de-campo.

## Carreira

### Deportivo Quito
Méndez foi revelado pelo Deportivo Quito, clube da capital equatoriana. Permaneceu no clube durante cinco anos, até o final da Copa do Mundo 2002, quando se destacou atuando pela seleção equatoriana.
Após sua atuação na Copa do Mundo 2002 na qual o meia marcou o gol da vitória por 1 a 0 sobre a Croácia, boatos surgiram sobre o jogador ter chamado a atenção de times da Premier League, como Aston Villa e Everton.

### El Nacional, Irapuato, Santos Laguna e LDU
Méndez se transferiu para o El Nacional, do Equador, e, em seguida, para o Deportivo Irapuato, da primeira divisão mexicana para o término da temporada 2004, atuando em 19 partidas e marcando cinco gols durante o restante da competição.
Em função do abandono do Irapuato no ano seguinte, Méndez foi contratado pelo Santos Laguna, onde o meia se esforçou para achar um espaço na equipe, disputando 14 jogos e marcando apenas dois gols.
Após deixar o Santos Laguna, permaneceu entre 2005 e 2007 na LDU, período onde se destacou no clube e na seleção equatoriana, principalmente na Copa do Mundo 2006, chamando a atenção dos grandes clubes europeus. Neste período de dois anos, atuou em 57 partidas pela LDU, marcando seis gols.

### PSV Eindhoven
Em 2006, pouco depois da Copa do Mundo, houve uma especulação de transferência para a Alemanha, mais precisamente para o Hannover 96. O meio-campista equatoriano pôs um fim em todas as especulações em agosto de 2006, quando assinou um contrato por empréstimo de uma temporada com PSV Eindhoven, dos Países Baixos, seguido de um contrato em definitivo com duração de três anos e meio, o que o prenderia ao clube holandês até 2010.
Méndez fez sua estreia na Eredivisie contra o Willem II, e marcou presença em seu novo clube marcando dois gols na vitória por 3 a 1. Na semana seguinte, o jogador se tornou o primeiro equatoriano a jogar uma partida da UEFA Champions League, atuando contra o Liverpool na edição de 2006/07. Méndez foi eleito o melhor em campo nesta partida.
Em Março de 2007, tornou-se o primeiro equatoriano a marcar um gol na UEFA Champions League, o único da partida de ida pelas oitavas-de-final da UEFA Champions League 2006/07, contra o Arsenal, em 20 de Fevereiro de 2007. Juntamente com seus companheiros de meio-de-campo, Timmy Simons e o veterano Philip Cocu, Méndez ajudou o PSV Eindhoven a chegar até as quartas-de-final desta edição do torneio, quando foram eliminados pelo Liverpool.
A reputação de Méndez melhorou ainda mais quando esteve na lista dos 50 jogadores candidatos ao Ballon d'Or, prêmio entregue ao melhor jogador da Europa na temporada.

### Retorno à LDU
Em 4 de Agosto de 2009, foi dito que Méndez iria voltar ao Equador por motivos pessoais para atuar pela LDU. Fato que aconteceu, e Édison se transferiu para o clube de Quito, no início do segundo semestre de 2009.
O equatoriano se destacou novamente ao marcar um hat-trick na vitória por 5 a 1 sobre o Fluminense, em Quito, no primeiro jogo da decisão da Copa Sul-Americana 2009. O resultado ajudou bastante sua equipe, que mesmo perdendo por 3x0 no jogo da volta ,se sagrou campeã no dia 2 de Dezembro, no Maracanã.

### Atlético Mineiro
No dia 5 de março de 2010 assinou um pré-contrato com o Atlético Mineiro. Em 8 de março o presidente Alexandre Kalil confirmou o acerto com o meia. Méndez jogará o Campeonato Brasileiro após a Copa do Mundo de 2010 na África do Sul.
Foi apresentado pelo clube mineiro no dia 1 de julho de 2010.
No Galo, não conseguiu repetir o bom futebol jogado enquanto atuava pela LDU devido a uma série de lesões. No dia 7 de janeiro de 2011, acertou a rescisão do seu contrato com o clube mineiro. Pelo Atlético Mineiro, Méndez fez 12 jogos e não marcou nenhum gol.

### Volta ao Equador
Após ser dispensado pelo Galo, Méndez assinou com o Emelec, retornando ao Equador. O jogador assinou contrato de um ano com a equipe.
No final de 2011 o jogador foi contratado pela LDU para as temporadas 2012 e 2013.

### Seleção nacional
Méndez participou do Sul-Americano Sub-20, realizado na Argentina, em 1999.
Pela seleção principal, jogou ainda as Copas de 2002 e 2006 e as Copas América de 2004 e 2007. No total, disputou 104 partidas e marcou 17 gols pela seleção até o presente momento.
Foi chamado pela primeira vez para a seleção principal, em Março de 2000, e fez sua estreia na vitória por 3 a 1 sobre Honduras, em Quito.
O meia jogou todos os três jogos do Equador na Copa do Mundo 2002, marcando na vitória por 1 a 0 contra a Croácia, sendo essa a primeira vitória da seleção em Copas do Mundo. A vitória veio como uma surpresa e firmou indubitavelmente o jogador como uma estrela do futebol. O jogador foi visto como promessa do futebol equatoriano e chamou a atenção de diversos clubes.
Méndez marcou cinco gols nas eliminatórias sul-americanas para a Copa do Mundo 2006, incluindo dois gols de longa distância contra o Paraguai, em 27 de Março de 2005, ajudando o Equador a vencer por 5 a 2, em Quito. Com esses gols, ele ajudou o Equador a se classificar para a Copa do Mundo do ano seguinte.
Novamente, o equatoriano atuou na campanha histórica do Equador na Copa do Mundo 2006, que terminou na derrota por 1 a 0 contra a Inglaterra, nas oitavas-de-final. Méndez deu duas assistências ao longo do torneio.
O meia atuou pelo Equador na Copa América de 2007, porém anunciou que iria se aposentar da seleção em 2008, para a surpresa da torcida equatoriana e latino-americana como um todo. Méndez alegou que uma das razões para sua aposentadoria precoce era sua insatisfação com o novo treinador da seleção, Sixto Vizuete. Entretanto, em 12 de Maio de 2008, anunciou seu retorno à seleção nacional.

## Títulos
LDU
- Campeonato Equatoriano: 2005, 2010
- Copa Sul-Americana: 2009

PSV
- Eredivisie: 2006-07 e 2007-08